# Ton Satomi
Ton Satomi (里見 弴, Satomi Ton, 14 juillet 1888 - 21 janvier 1983) est le pseudonyme de Hideo Yamanouchi, auteur de romans et de nouvelles japonais. Ses deux frères aînés, Ikuma Arishima (有島生馬) et Takeo Arishima (有島 武郎), étaient également auteurs.

## Œuvres majeures
- Zen Shin Aku Shin ("Good Heart Evil Heart")
- Tajo Busshin ("The Compassion of Buddha", 1922-1923)
- Anjo Ke no Kyodai ("The Anjo Brothers")
- Gokuraku Tombo ("A Carefree Fellow", 1961)

## Liste des œuvres traduites en français
- Le Bruit des vagues de la rivière (Kawanami no oto), nouvelle traduite par Serge Elisseeff dans Japon et Extrême-Orient n°10, octobre 1924 ; reprise dans Neuf nouvelles japonaises, G. Van Oest, 1924 (rééditions Le Calligraphe-Picquier, 1984 et Editions Philippe Picquier, 2000).
- Le Camélia (Tsubaki), dans Anthologie de nouvelles japonaises contemporaines (Tome II), nouvelle traduite par Philippe et Yûko Brunet, Gallimard, 1989.

## Filmographie
- 1958 : Fleurs d'équinoxe (彼岸花, Higanbana) de Yasujiro Ozu
- 1960 : Fin d'automne (秋日和, Akibiyori)

## Source de la traduction
- (en) Cet article est partiellement ou en totalité issu de l’article de Wikipédia en anglais intitulé « Ton Satomi » (voir la liste des auteurs).